# Сатанк
Сатанк (ок.1800 — 1871) — вождь кайова, известный также как Сидящий Медведь, один из лидеров своего народа в войнах с американцами.

## Ранние годы
Сатанк родился приблизительно в 1800 году. Он происходил из богатой семьи и с рождения принадлежал к элите племени, но чтобы добиться уважения и признания среди соплеменников, он должен был проявить себя на войне.
С юношеских лет Сатанк проводил много времени в военных походах. К концу 1830-х он уже был влиятельным воином. Со временем Сатанк вошёл в общество каитсенко, которое состояло из десяти самых опытных и отважных воинов. Это общество было вершиной воинской иерархии кайова. 
Когда часть шайеннов переселилась на юг Великих Равнин, кайова вступили с ними в войну, в которой Сатанк принял активное участие. В 1837 году группа кайова, возглавляемая им, уничтожила 48 шайеннских воинов на Скотт-Крик, притоке Ред-Ривер. Через год он принял участие в одной из самых масштабных межплеменных битв на Равнинах, в битве на Волчьем ручье. Позже Сатанк был одним из лидеров, которые заключили мир между кайова и  шайеннами и арапахо.

## Лидер племени
В 1853 году кайова подписали мирный договор с американскими властями. Подпись Сатанка стояла сразу после подписи Дохасана, верховного вождя кайова, поскольку Сатанк являлся военным вождём, вторым человеком в племени по значимости. После смерти Дохасана в 1866 году Сатанк стал одним из лидеров своего племени. В 1867 году он подписал новый договор с правительством США на Медисин-Лодж-Крик. 
Но мир продлился недолго. Тысячи переселенцев пересекали земли кайова и конфликты возникали всё чаще. В 1870 году в Техасе погиб сын Сатанка. Вождь кайова вместе с несколькими воинами отправился за его останками. Он отыскал тело сына, завернул его в красивое одеяло и привёз домой. С тех пор Сатанк всегда перевозил с собой останки сына, похоронить которого кайова смогли лишь после смерти его отца.

## Смерть
18 мая 1871 года кайова атаковали караван на Солт-Крик. Они убили семерых погонщиков и разграбили обоз. Из-за этого инцидента Сатанк был арестован. Его, вместе с другими индейцами, заковали в кандалы и усадили в фургоны — над ними планировали провести суд в Техасе.
Сатанк не хотел ехать в Техас. Он выхватил нож и ударил им одного из конвоиров. Другой солдат, сам выпрыгнул из фургона, оставив карабин. Сатанк схватил брошенный карабин, но выстрелить не успел, его застрелили подбежавшие к фургону военные. Его тело бросили у дороги, а фургоны продолжили свой путь в Техас. Позже, останки Сатанка перезахоронили у форта Силл, в Оклахоме.